# Yangoor

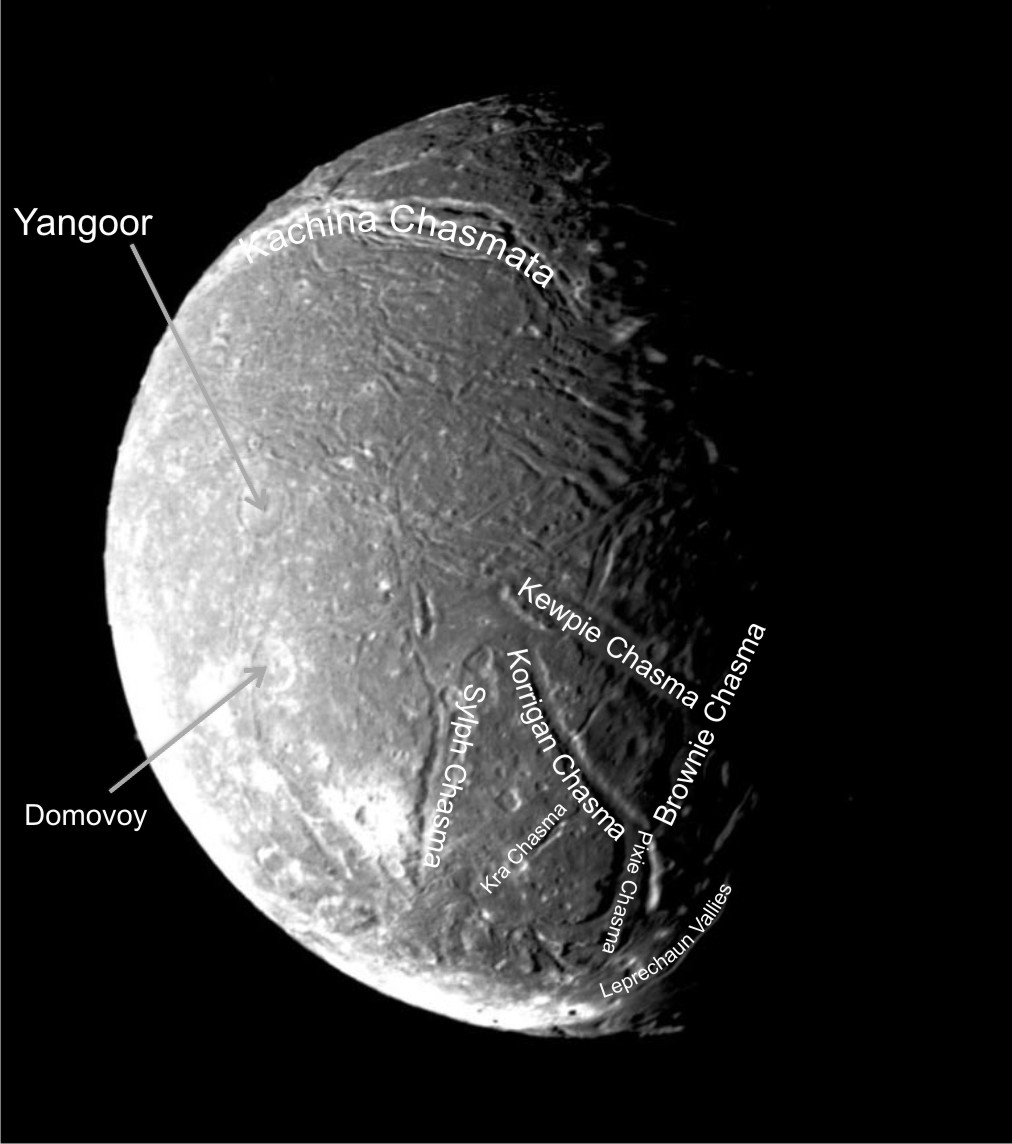
Photographie d'Ariel prise par Voyager 2. Diamètre=80 km

Yangoor est le plus large cratère à la surface d'Ariel, l'une des lunes d'Uranus. Ce cratère porte le nom d'un esprit de la mythologie aborigène qui apporte le jour. Son diamètre est de 80 km. Il est situé approximativement à 450 km du pôle sud d'Ariel. La partie nord-ouest de Yangoor est masquée par un terrain strié. Le cratère qui ne montre pas de dépôts d'éjecta lumineux, a été photographié pour la première fois par la sonde spatiale Voyager 2 en janvier 1986.